# 罗北口水库
罗北口水库是中国湖北省黄石市阳新县境内的一座水库，位于富水支流三溪河上，建于1965年。水库正常库容为955万立方米，集雨面积为13.1平方千米，海拔为101米。